# Pałac w Drogoszach

Herb von Stolberg w mauzoleum

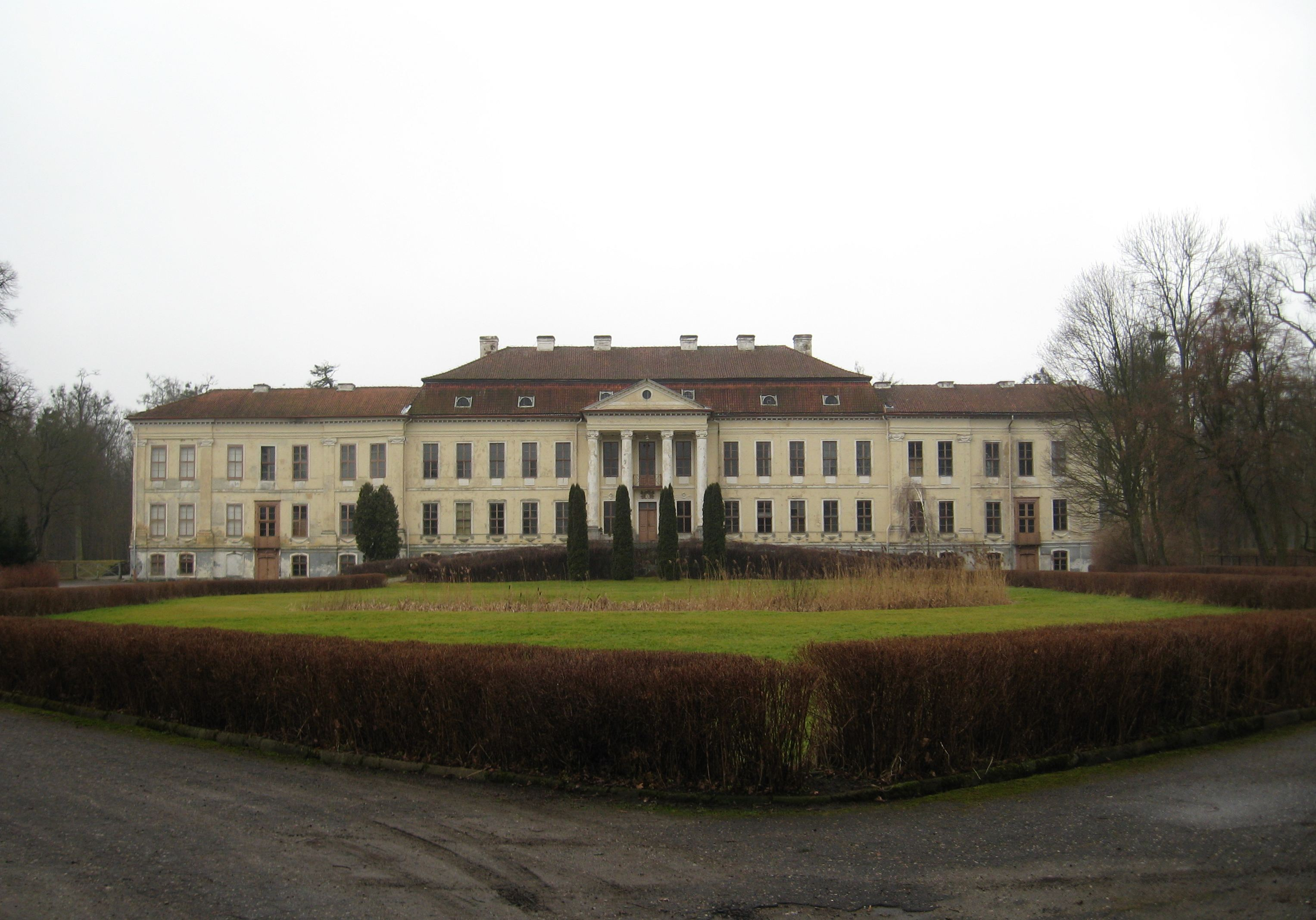
Front i reprezentacyjny podjazd (2008)

Pałac rodu von Dönhoff w Drogoszach (niem. Schloss Dönhofstädt) – zabytkowy pałac wraz z zespołem parkowym i zabudowaniami gospodarczymi we wsi Drogosze w gminie Barciany w powiecie kętrzyńskim w województwie warmińsko-mazurskim. 
Obiekt wybudowany w latach 1710–1714, jako siedziba pruskiego rodu szlacheckiego von Dönhoff, w stylu barokowym. Jeden z trzech największych, tzw. królewskich, pałaców Prus Wschodnich.

## Położenie
Pałac położony jest we wsi Drogosze około 9 km na północny wschód od węzła kolejowego w Korszach, 8 km na zachód od Barcian i 25 km na północny zachód od Kętrzyna. Znajduje się niedaleko drogi wojewódzkiej nr 590 na odcinku Korsze-Barciany.

## Historia
Pierwotnie dobra, gdzie dzisiaj ulokowana jest wieś Drogosze, należały do niemieckich kolonizatorów wywodzących się ze starej, zasłużonej saksońskiej rodziny Wolffersdorffów. Na ziemi otrzymanej od Zakonu, jej przedstawiciel Konrad von Wolffersdorff, w 1361 założył osadę Groß Wolfsdorf (pol. Wilkowo Wielkie).
Następnie od 1477 dobra przeszły w ręce rodu von Rautter, z których Ludwik von Rautter (1542–1614) w latach 1596–1606 wzniósł pierwszą rodową rezydencję. Już wówczas otoczona była parkiem krajobrazowym, w którym na terenie lasu o powierzchni 76 ha znajdowała się hodowla danieli, które były prezentem od polskiego króla Jana II Kazimierza Wazy.
W 1690 pałac doszczętnie spłonął od uderzenia pioruna, a w 1711 rozebrano resztki pogorzeliska.
W tym samym czasie majątek, poprzez ślub hrabiego Bogusława Fryderyka von Dönhoffa z córką rodziny von Rautter, przeszedł w ręce pruskiego rodu szlacheckiego von Dönhoff. Bogusław Fryderyk polecił wybudowanie nowego założenia pałacowego, a sam zmienił nazwę majątku na Döhnofstadt, natomiast nazwę wsi pozostawił niezmienioną – Wilkowo.
W latach 1710–1714 wzniesiono pałac, wzorowany na słynącej z piękna i rozmachu głównej rezydencji Donhoffów (niezachowanej) we Friedrichstein koło Królewca. Przypuszczalnie obie budowle realizował architekt Johann von Collas (1678–1753), natomiast pierwotną koncepcję architektoniczną pałacu we Friedrichstein wykonał francuski architekt Jean de Bodt (1670–1745).
Ukończona barokowa budowla, była bardzo imponująca i stała się największą rodową rezydencją na Mazurach oraz jedną z największych w całych Prusach Wschodnich. Splendoru dodawała jej także funkcja tzw. pałacu królewskiego, gdzie podróżujący monarchowie mogli bezpiecznie i wygodnie się zatrzymać.
W roku 1725 na lewo od głównego wejścia do pałacu oddano do użytku kaplicę, która w późniejszych latach była kilkukrotnie przebudowywana.
Natomiast pierwsze poważne przebudowy założenia pałacowego czekały budowlę już pod koniec XVIII wieku. W 1766 roku, według planów Gottholda Wilhelma Mauracha, nieco wydłużając korpus głównej bryły pałacu o dwa symetryczne boczne skrzydła, dobudowano oficyny. Nieco później, w 1785 w miejscu istniejących dotychczas lustrzanych schodów, wybudowano wiodący pod główne wejście, zdobiony fontannami, donicami i rzeźbami, szeroki reprezentacyjny podjazd dla karet. Przebudowy te sprawiły, iż budowla miała niemal 100 metrów długości, 365 okien, 52 pokoje oraz była największą rezydencją w całej prowincji. Imponujące wrażenie jakie sprawiała oraz liczne dzieła sztuki kolekcjonowane przez lata przez Dönhoffów, sprawiły, iż pałac zaczął być nazywany Wschodniopruskim Wersalem.
Wystrój wnętrz pałacu w głównej mierze pochodził z lat 20. i 30. XVIII wieku, lecz już w początkach XIX wieku przeszedł metamorfozę i nabrał bardziej klasycystycznego charakteru. W lewym skrzydle pałacu, obok kaplicy, od strony ogrodu założono oranżerię, która pełniła także funkcję ogrodu zimowego. Natomiast w prawym skrzydle umiejscowiono apartamenty dla gości oraz teatr. Ponadto pałac słynął z bezcennych dzieł sztuki i rozmaitych kolekcji, wśród których znajdowały się m.in. flamandzkie arrasy, chińskie wazy, duża kolekcja egzotycznych motyli czy zawierająca kilka tysięcy woluminów biblioteka.
W tym samym czasie wzniesiono liczne budynki gospodarcze oraz założono przypałacowy park krajobrazowy, który otaczał znajdujący się w jego centralnej części pałac i dochodził do przepływającej w pobliżu rzeki Guber. Sam park bogaty był w elementy tzw. małej, ogrodowej architektury, jak mostki czy kładki. Znajdowały się w nim także liczne stawy, w tym największy o powierzchni ponad 47 ha z dwoma niewielkimi sztucznymi wyspami.
W 1816 roku w pojedynku ze studentem Friedrichem von Saldernem, zginął nie pozostawiając dziedzica, ostatni męski potomek rodu, linii z Drogosz, 20-letni Stanisław Otton von Dönhoff (1795–1816). Po jego śmierci, zgodnie z zasadami majoratu, w majątku przez około pół wieku rządziła kobieta – hrabina Angelika zu Dohna. Hrabina Angelika miała duży wkład w rozwój majątku m.in. upiększyła wnętrza, zmieniając ich styl, rozbudowała znacznie park krajobrazowy, rozwinęła zabudowania folwarczne. W 1830 roku na jej polecenie przebudowano przypałacową kaplicę na styl neogotycki.
Po śmierci Angeliki zu Dohny, majątek przejęła jej siostrzenica hrabina Marianna Stolberg-Wernigrode, a ród Stolberg-Wernigrode nieznacznie powiększył dobra, jakie otrzymał po Dönhoffach. W połowie XIX wieku zarządzał terenami znajdującymi się na ziemiach ówczesnych powiatów kętrzyńskiego i mrągowskiego, o łącznej powierzchni równej 5866 ha.
Natomiast w samym pałacu, poza dobudowaniem pod koniec XIX wieku do przypałacowej kaplicy rodowego mauzoleum, nie dokonali znaczących zmian. Dobra pozostawały w ich rękach aż do zakończenia II wojny światowej, a ostatnim właścicielem majątku był Albrecht Graf zu Stolberg-Wernigerode (1886–1948).
W 1945 w pałacowych budynkach mieściły się biura NKWD. Natomiast podczas wojny, jak również w okresie powojennym, większość ze zbiorów dzieł sztuki oraz mebli i przedmiotów codziennego użytku, które przedstawiały jakąkolwiek wartość, zrabowano i rozkradziono. Nieliczne ocalałe eksponaty, jak portrety czy meble, zostały przekazane do Muzeum Warmii i Mazur w Olsztynie, a cenne zbiory biblioteki rodowej von Dönhoffów przetransportowano na Uniwersytet w Toruniu.
Założenie pałacowe wojnę przetrwało w całkiem dobrym stanie, lecz z powodu braku właściciela aż do lat 50., jego stan systematycznie się pogarszał. Od 1954 do 1991 w pałacu mieścił się, zarządzany przez Wojewódzki Ośrodek Postępu Rolniczego w Bęsi, Ośrodek Szkolenia Rolniczego, który szkolił traktorzystów. W miarę możliwości dbano także o zabytek, m.in. przeprowadzając w 1975 jego konserwację. Natomiast w budynkach folwarcznych znajdowały się pomieszczenia użytkowane przez tutejszy PGR, który prowadził w nich mieszalnię pasz.
Od 1991 roku majątek wystawiony był na sprzedaż i od 1993 pozostaje w rękach osób fizycznych. Od tego czasu w budynku przeprowadzono tylko drobne remonty wnętrz. Natomiast reszta, zarówno sam pałac, otaczający go ogród, jak i zabudowania gospodarcze pozostają w bardzo złym stanie i systematycznie niszczeją. Park krajobrazowy już niemal całkowicie zatracił swoje walory, a znajdujące się w nim stawy są zaniedbane, mają niższy poziom wody oraz poważnie uszkodzone groble. Obecnie obiekt pałacu głównego wraz z przylegającym do niego ogrodem otoczone są płotem.

## Architektura
Zespół pałacowo-parkowy w Drogoszach składa się z pałacu głównego wzniesionego w stylu barokowym, przyzamkowego ogrodu, który przechodzi w park krajobrazowy wraz ze stawami oraz licznych zabudowań gospodarczych położonych głównie w południowo-wschodniej części założenia. Całość usytuowana jest nieco na uboczu od wioski, co było przyczyną funkcjonowania oddzielnych nazw majątku – Döhnoffstadt oraz wsi – Wilkowo.
Sam pałac główny usytuowany jest w części centralnej rozciągającego się na powierzchni 35 arów majątku. Mając 95 m długości oraz kubaturę o powierzchni łącznej pomieszczeń pałacowych 22 tys. m³ jest największym pałacem na Mazurach i jednym z największych, jakie kiedykolwiek były wzniesione w Prusach Wschodnich. Strona frontowa założenia skierowana jest w kierunku północno-wschodnim, natomiast założenie parkowe w południowo-zachodnim.
Wzniesiony w stylu barokowym pałac przetrwał w niezmienionej formie niemal 300 lat. Jest to budowla założona na planie prostokąta, a za sprawą przebudowanych i wyciągniętych w późniejszym czasie bocznych skrzydeł, jest kilkukrotnie dłuższa niż szersza. Na całej swojej długości jest jednolitej, dwukondygnacyjnej wysokości.
Elewację główną zdobi dekorowany trójosiowy ryzalit wejściowy, który dodatkowo jest wsparty na ustawionym w porządku jońskim, cztero-kolumnowym portyku. Nad wejściem znajduje się kolorowy i bogato dekorowany kartusz herbowy rodu Stolberg-Wernigerode wraz z datą 1902. Dach korpusu głównego budynku jest konstrukcji mansardowej, natomiast dobudowane w 1766 roku skrzydła boczne nakrywa dach dwuspadowy. W lewym skrzydle znajduje się, kilkukrotnie przebudowywana, neogotycka kaplica, która pełniła jednocześni funkcję rodzinnego mauzoleum. Ulokowany był tam także ogród zimowy, będący jednocześnie oranżerią. Natomiast w prawym skrzydle znajdowały się apartamenty gościnne oraz pałacowy teatr.

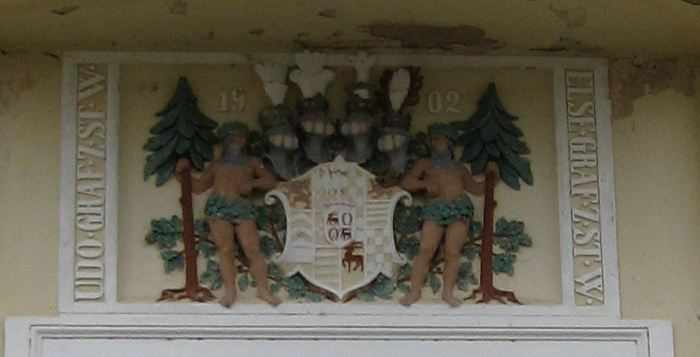
Herb nad wejściem (Stolberg-Wernigrodenad)
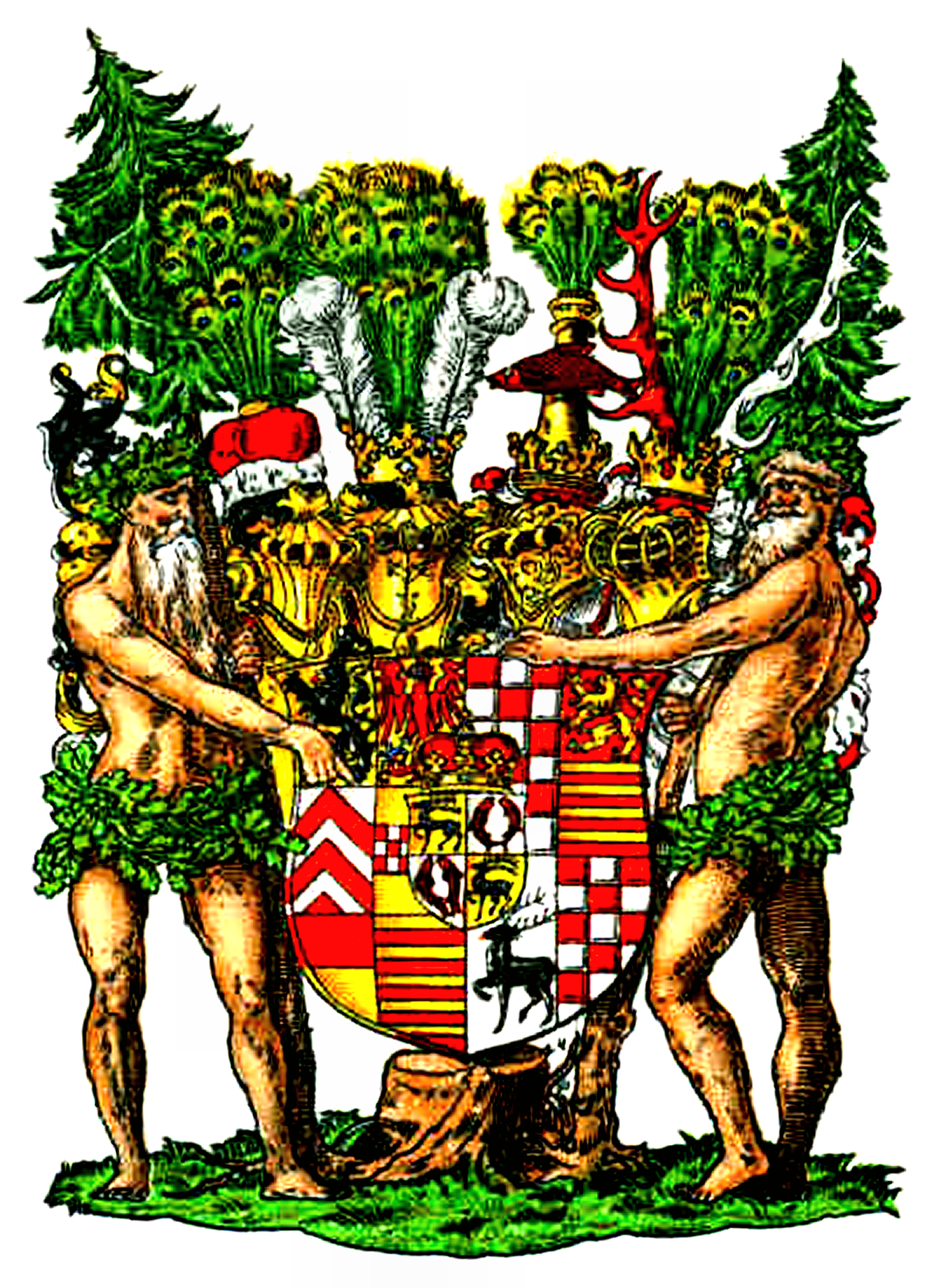
Herb Stolberg-Wernigerode
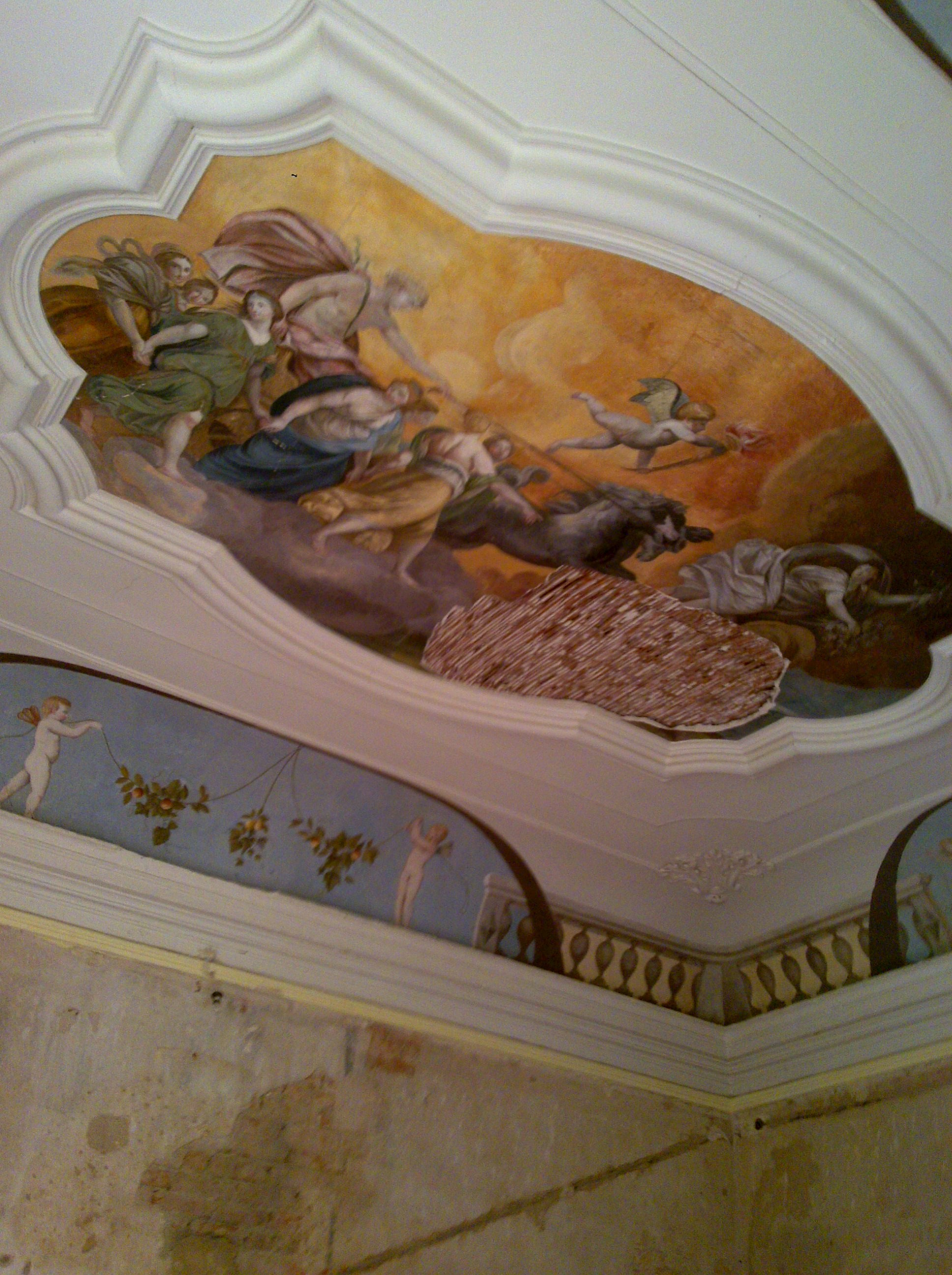
Ozdobne sufity
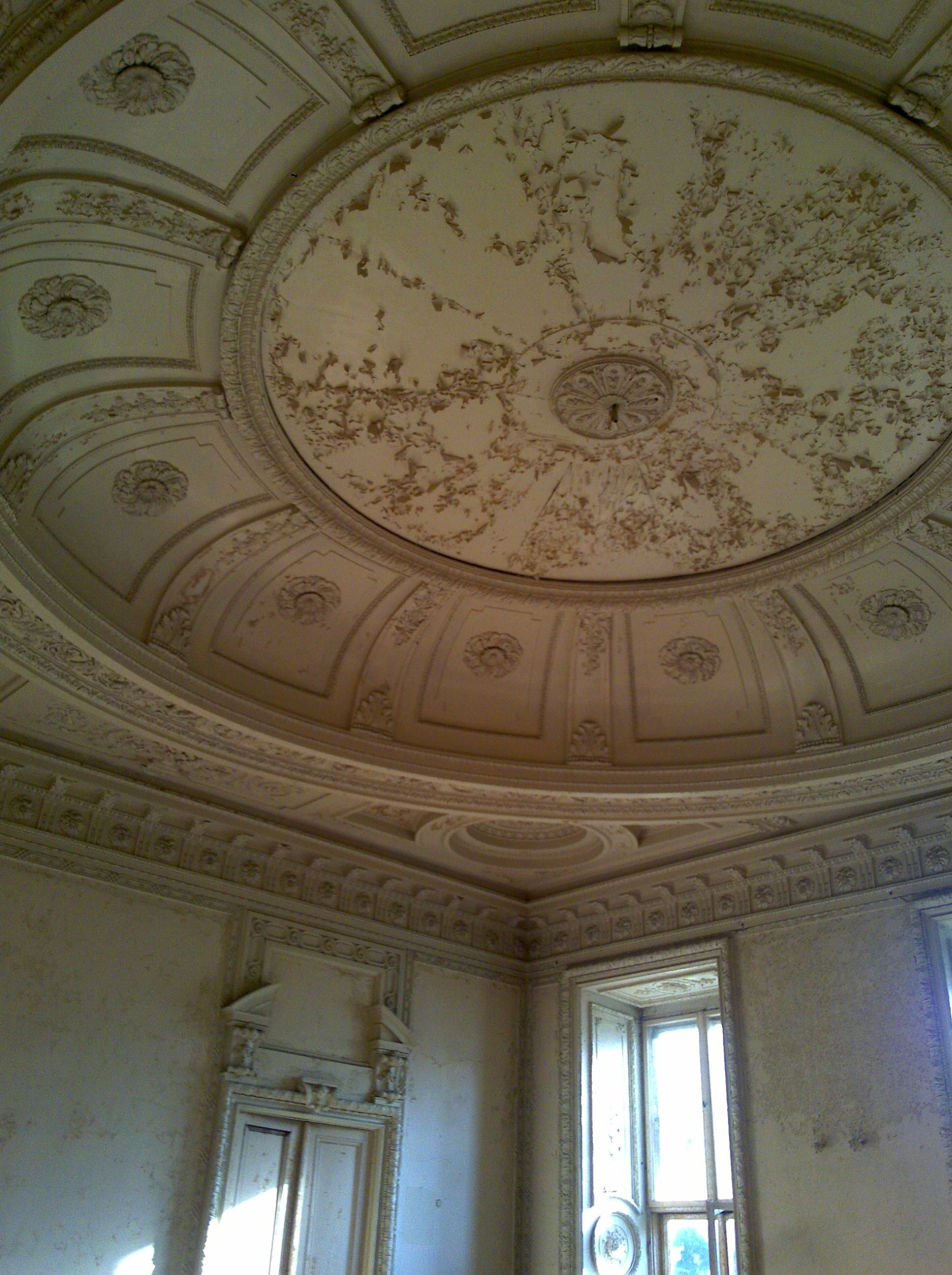
Sztukaterie
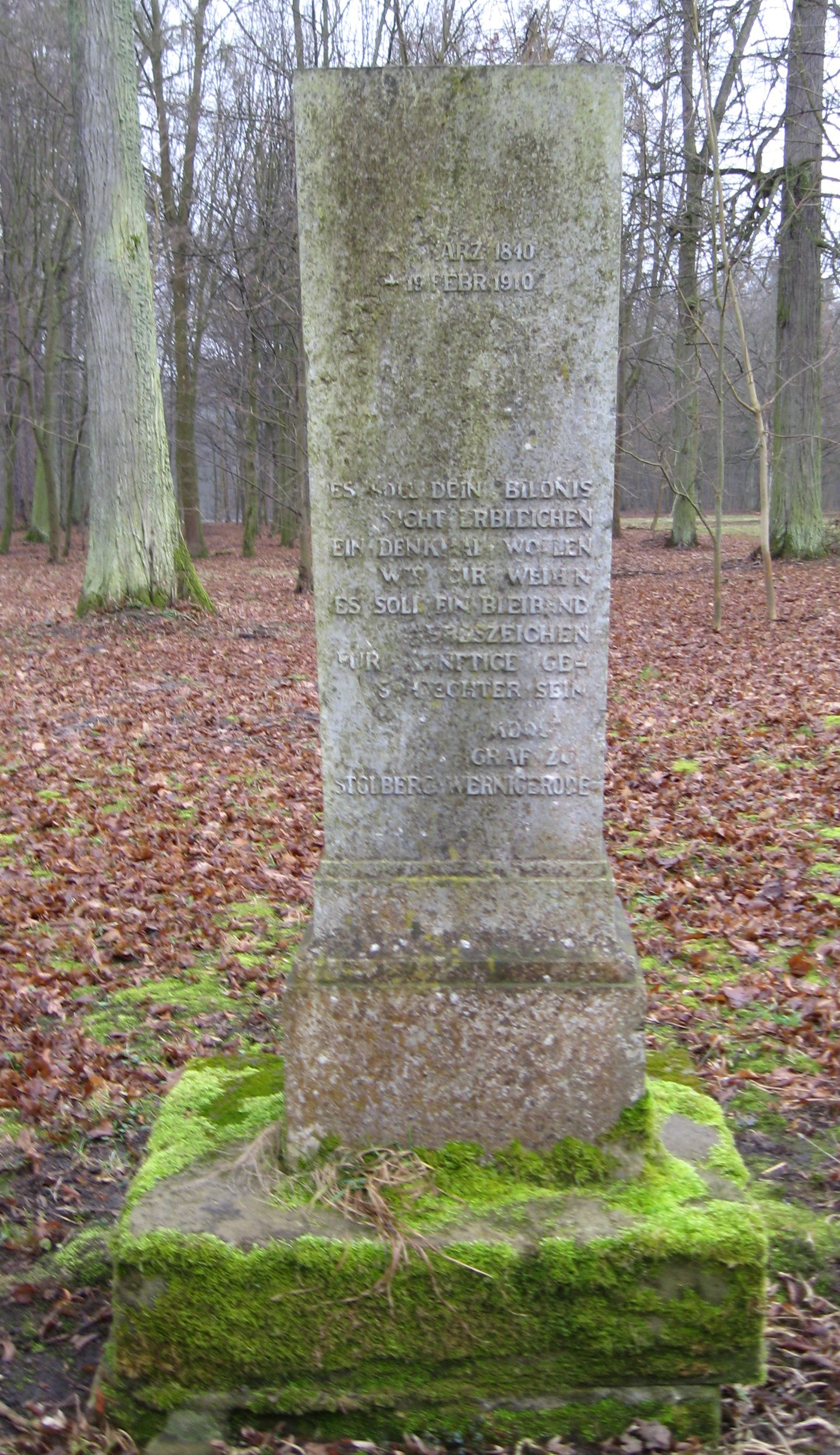
Obelisk rodu Stolberg-Wernigerode w parku
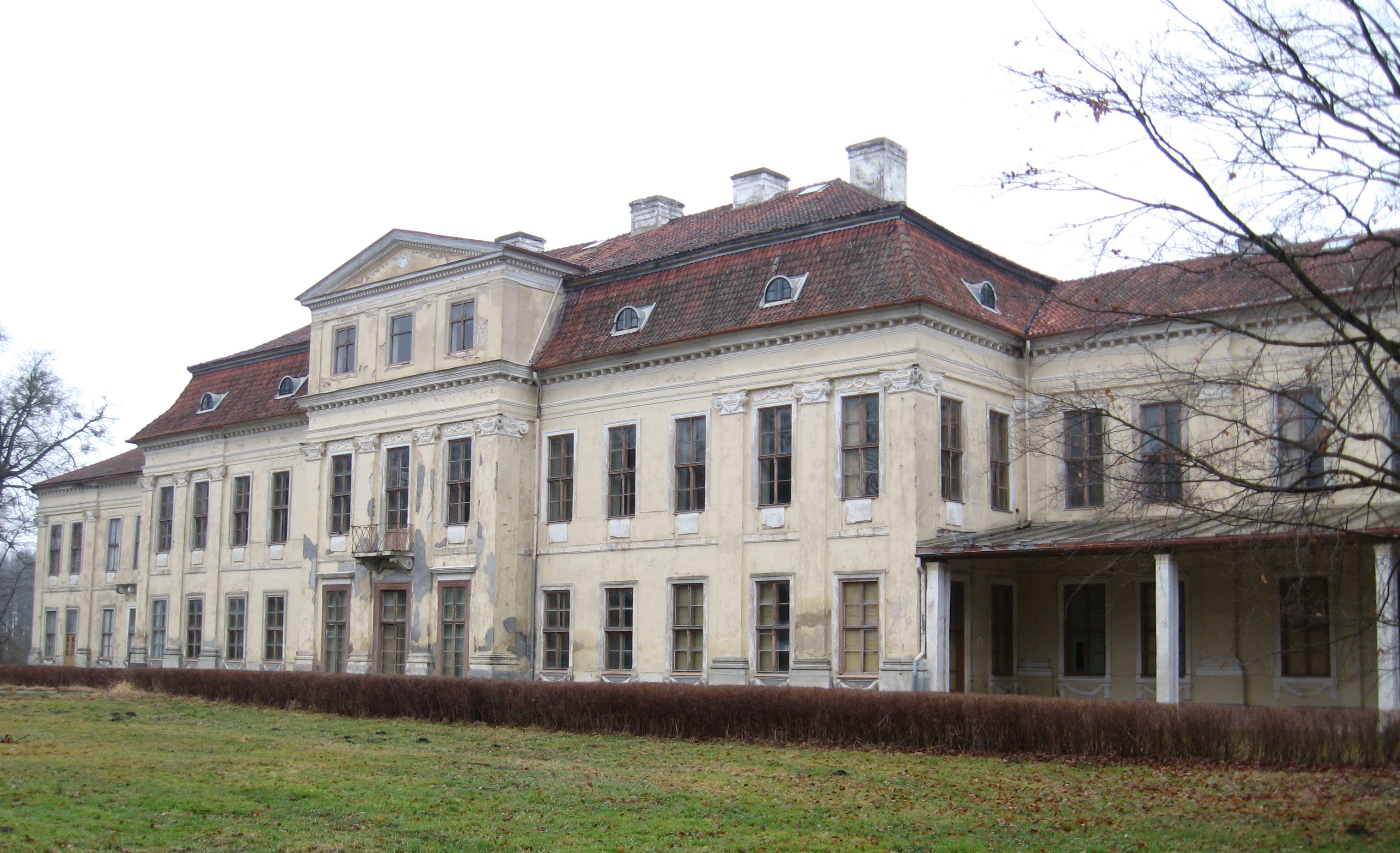
Elewacja ogrodowa (2008)

Wnętrza pałacu mają charakter otwarty, co oznacza, iż z jednego pokoju można przechodzić do drugiego. Tuż za wejściem głównym znajduje się obszerny hol, z którego szerokie schody prowadzą na piętro pałacu, a sam sięga dużego salonu znajdującego się od strony ogrodu. Pozostałościami po latach świetności wnętrz pałacu są także przetrwałe do chwili obecnej liczne sztukaterie, polichromie, kominki czy piece kaflowe. W piwnicach pałacu znajdowała się kuchnia oraz własne ujęcie czystej wody ze studni.
Do pałacu prowadzi stara, długa na ponad 100 metrów brukowana aleja, która jest wysadzana wiekowymi drzewami. Kończy ją owalny reprezentacyjny podjazd, na którym widnieją pozostałości fontann oraz donice z charakterystycznymi wizerunkami białych baranich głów.
Założenie otacza park krajobrazowy, który aktualnie utracił już swą pierwotną kompozycję i który łagodnie przechodzi w las. Na jego terenie znajduje się kilka stawów ze sztucznymi wyspami, a w nieco dalszej okolicy w lesie od 1690 prowadzona była hodowla jeleni, z której w późniejszym czasie utworzono rezerwat. W parku w najbliższym otoczeniu pałacu, od strony ogrodu, znajduje się duża płyta upamiętniająca wiernych służących majątku oraz pomnik rodziny Stolberg-Wernigrode.
W części wschodniej i południowo-wschodniej całego założenia znajdują się liczne budynki folwarczno-gospodarcze. Wybudowane w większości w II połowie XIX wieku w stylu neogotyckim są aktualnie w bardzo złym stanie. Wśród popadających w ruinę zabudowań znajduje się spichlerz, stodoła z licznymi witrażami zdobiącymi ściany szczytowe czy stajnie i zdobiona żelaznymi elementami kryta ujeżdżalnia koni. Wiele z nich jest pokryta unikatowymi krążynowymi dachami.

### Symbolika architektury
Majątek w Drogoszach jak każdy większy pałac czy zamek posiada liczne legendy związane z jego założeniem. Niemniej jednak, ta dotycząca symboliki architektury pałacu, w zdecydowanej większości jest prawdziwa. 100 metrowej długości budowla posiada 4 kolumny – symbolizujące cztery pory roku, 12 kominów – tyle ile jest miesięcy, 52 pokoje – tyle ile tygodniu w ciągu roku, 365 okien – tyle co dni w roku i 7 balkonów – tyle co dni w tygodniu.

### Kaplica i mauzoleum

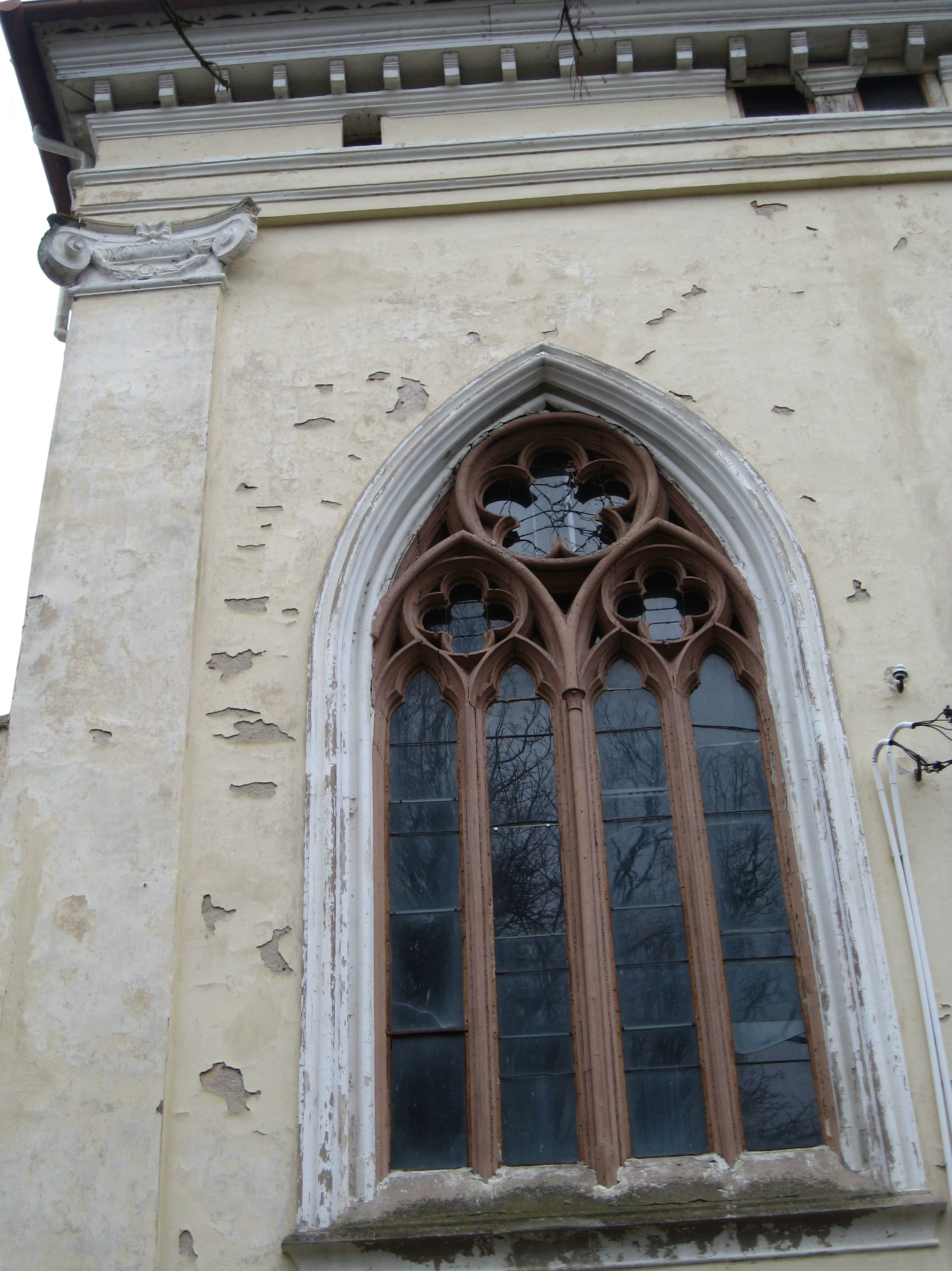
Okno neogotyckiej kaplicy Dönhoffów

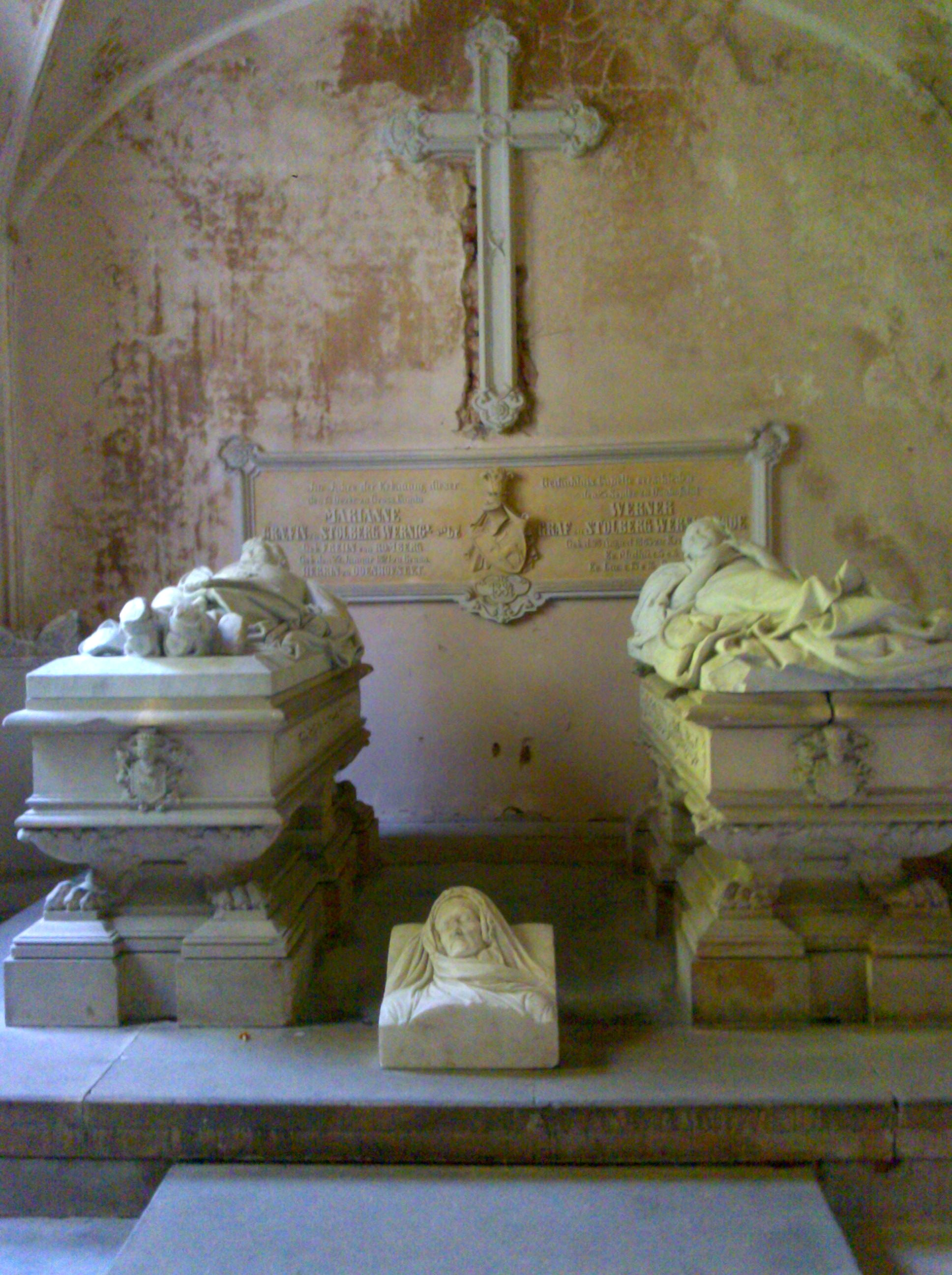
Grobowce

W 1725 roku, w celu zaznaczenia przez Dönhoffów swej przynależność do kościoła protestanckiego, założono w lewym skrzydle pałacu zdobioną sztukaterią i posiadającą gwieździste sklepienie kaplicę.
Prawdopodobnie około roku 1840, hrabina Angelika zu Dohna inspirując się zakrystią św. Gerona w Kolonii, zleciła przebudowę kaplicy w stylu neogotyckim. W 1858 w Rzymie, u Augusta Wittiga zamówiony został biały marmurowy ołtarz, przedstawiający na płaskorzeźbach chrzest i zmartwychwstanie Jezusa. Obecnie jest on jednym z ołtarzy znajdujących się w kościele św. Jana Ewangelisty i Matki Boskiej Częstochowskiej w Bartoszycach. Kaplica wyposażona była także w wykonane w 1730 roku w manufakturze w Królewcu organy, których mechaniczne dmuchawy zostały wymienione na nowsze elektryczne w 1935.
Przebudowa kaplicy była efektem kontaktów rodu von Dönhoff z cesarzem Wilhelmem IV, który gościł także w ówczesnych dobrach Döhnoffstadt. Majątek ten był także jednym z głównym miejsc duchownych w Prusach Wschodnich, do którego bardzo licznie przybywali wierzący, głównie kobiety.
Po przejęciu majątku przez ród Stolberg-Wernigrode, jego przedstawiciel Udo, zamówił u berlińskiego rzeźbiarza Edwarda Augusta Lürssena wykonanie dwóch cenotafów dla hrabiny Angeliki oraz dla ostatniego, zabitego w 1816, męskiego potomka Dönhoffów – Stanisława. Bogato zdobione symboliczne grobowce z białego marmuru, przedstawiające zmarłych naturalnej wielkości zostały ustawione w kaplicy prawdopodobnie w 1889 roku. Razem z wykonanymi z białego marmuru epitafiami członków rodziny Stolberg-Wernigrode umieszczonymi na ścianach tworzą jedyną tzw. memoratywną kaplicę w prowincji.

## Biblioteka Dönhofstädt
Biblioteka rodu von Dönhoff (niem. Bibliothek von Dönhofstädt) znajdująca się w pałacu kompletowana była z pokolenia na pokolenie, a wśród kilku tysięcy woluminów, posiadała także kilka bardzo cennych egzemplarzy. Po II wojnie światowej podczas przekazywania pozostałości po pałacowym księgozbiorze Uniwersytetowi w Toruniu zebrano dwie pełne ciężarówki książek. Znalazły się wśród nich m.in. dwa oryginalne zwoje egipskich papirusów oraz księga gości pałacu z wpisami Napoleona Bonaparte oraz cesarza Wilhelma II Hohenzollerna.
Pozostałości po bibliotece, takie jak obrazki, portrety czy meble, przekazano także częściowo Muzeum Warmii i Mazur w Olsztynie oraz do pałacu Dohnów w Morągu.

## Fryderyk Wilhelm IV
Król Prus Fryderyk Wilhelm IV utrzymywał ścisłe kontakty z dworem w Drogoszach, a w szczególności z hrabiną Angeliką zu Dohną, która była jego bliską przyjaciółką. Fryderyk Wilhelm, po raz pierwszy majątek Dönhofstadt odwiedził jeszcze jako książę w czerwcu 1838 roku. Natomiast pewnym jest, iż w Drogoszach bywał jeszcze kilkukrotnie już jako król Prus. Prawdopodobnie podczas jednej z wizyt w 1842, 1851 czy 1856 król osobiście przywiózł i podarował hrabinie Angelice swój portret. Był to obraz Wilhelma Wacha (1787–1845) – nadwornego malarza Fryderyka Wilhelma IV oraz jego poprzednika Fryderyka Wilhelma III.
Portret oprawiony w ramę, autorstwa Karola Fryderyka Schinkla przechowywany był jako pamiątka rodzinna i wisiał w sieni pałacu w Drogoszach aż do zakończenia wojny w 1945. Następnie, przedziurawiony bagnetem przez sowieckiego żołnierza, zniszczony oraz pozbawiony ramy obraz, nie wiedząc jaką przedstawia wartość, zrolowano i przechowywano w Muzeum Krajoznawczym w Rastemborku (dzisiejszym Kętrzynie).
Dopiero w ostatnich latach, podczas konserwacji i katalogowania obrazu w ramach prac dyplomowych w Zakładzie Konserwacji Malarstwa i Rzeźby Polichromowanej Uniwersytetu Mikołaja Kopernika w Toruniu odkryto, iż odrestaurowywane anonimowe dzieło to w rzeczywistości zaginiony na ponad 50 lat portret króla Fryderyka Wilhelma IV. Rekonstrukcji obrazu dokonano na podstawie zdjęcia z 1938 oraz dosztukowano do niego złoconą ramę. Jedyny zachowany portret Fryderyka Wilhelma IV, autorstwa Wilhelma Wacha, wrócił do Kętrzyna i jest wystawiany w sali reprezentacyjnej Sztuki Dawnej Muzeum w Kętrzynie.

## Zabytek
W skład zespołu pałacowego w Drogoszach wchodzą obiekty wpisane do rejestru zabytków nieruchomych:
- pałac (nr rej.: 35 z 11.09.1949),
- park (nr rej.: j.w.),
- zespół zabudowy stajni z połowy XIX w. (nr rej.: 788 z 5.02.1968 i z 19.05.2005) z fundamentami stajni i ujeżdżalni, spichrz oraz kuźnia.